# Веребськ
Веребськ (рос. Веребск) — село у Брасовському районі Брянської області Росії. Входить до складу муніципального утворення Веребське сільське поселення.
Населення — 173 особи.
Розташоване за 30 км на північний схід від селища міського типу Локоть.
У селі є відділення зв'язку, сільська бібліотека.

## Історія
Згадується з XVII століття в складі Глодневського стану Комарицької волості.
Спочатку — село в парафії села Чаянка, з 1714 року — село з храмом Покрови (не зберігся).
У XVIII столітті — володіння Кантемирів, пізніше Кушелєв-Безбородька.
До 1778 року в Севському повіті, у 1778—1782 рр. в Луганському повіті Орловського наміснивтва. З 1782 по 1928 рр. — в Дмитрівському повіті Орловської губернії (з 1861 року — центр Веребської волості, потім в складі Глодневської волості). У 1864 році була відкрита земська школа, одна з перших в повіті.
З 1929 року — в складі Брасовського району. До 2005 року було центром Веребської сільради.

## Населення
За найновішими даними, населення — 173 особи (2013).
У минулому чисельність мешканців була такою:
| Роки      | 1858 | 1866 | 1893 | 1923 | 1979 | 1989 | 2002 | 2010 |
| --------- | ---- | ---- | ---- | ---- | ---- | ---- | ---- | ---- |
| Населення | 711  | 821  | 1120 | 1356 | 300  | 329  | 309  | 252  |